# Friedrich Minutillo
Friedrich svobodný pán Minutillo (1765 Turá Lúka – 24. července 1843 Vídeň) byl rakouský generál italského původu. Od roku 1785 sloužil v císařské armádě, vyznamenal se statečností ve francouzských revolučních válkách, v napoloenských válkách bojoval již v hodnosti generálmajora, nakonec zastával funkce ve vojenské administraci a v roce 1821 dosáhl hodnosti polního podmaršála. V roce 1820 byl povýšen do stavu svobodných pánů.

## Životopis

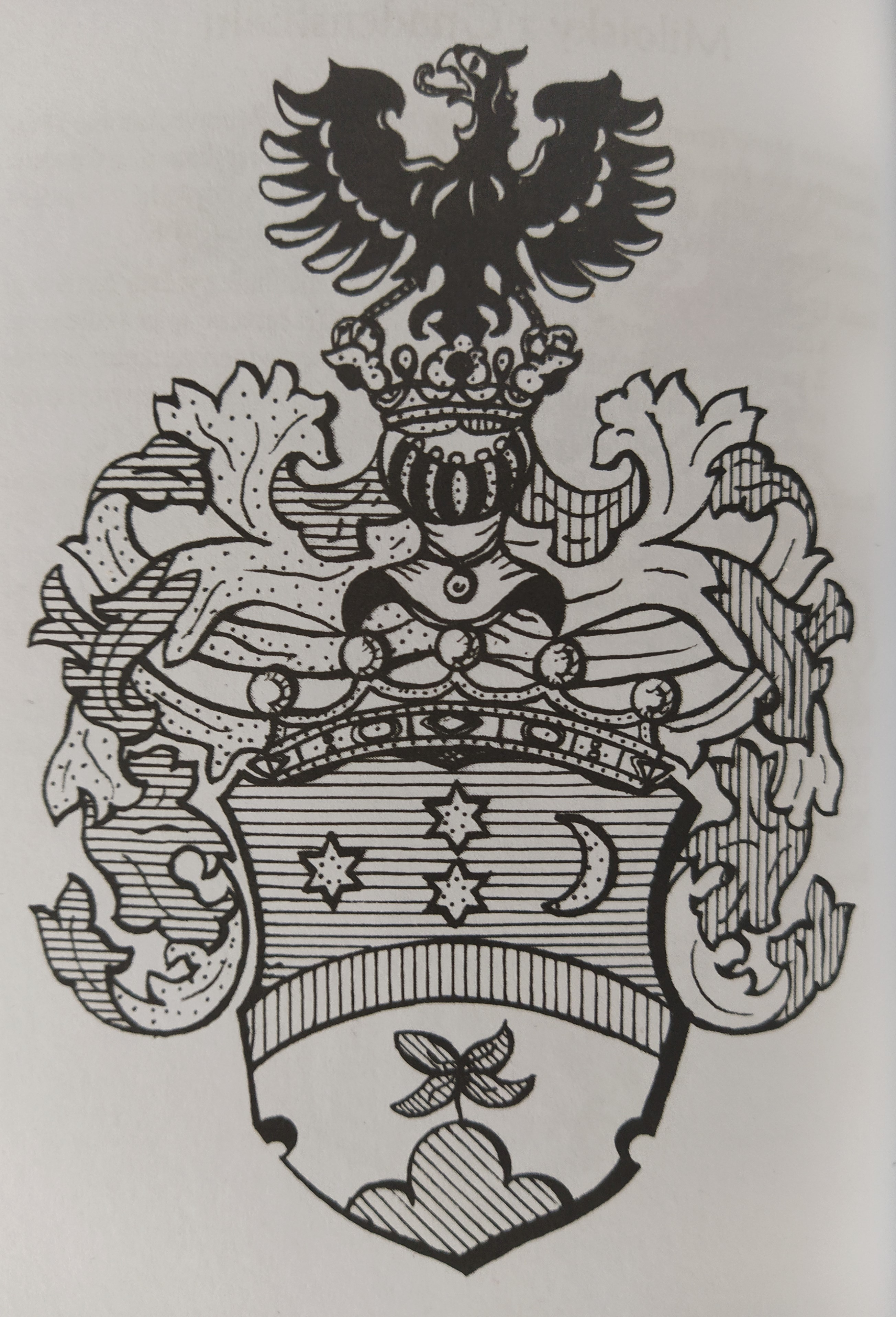
Erb rodu Minutillo

Pocházel z Neapolska, předkové díky službě v italských državách Habsburků postupně přesídlili do rakouských zemí. Byl synem c. k. generálmajora Hieronyma Minutilla (1715–1804). Studoval na Tereziánské vojenské akademii ve Vídeňském Novém Městě a do císařské armády vstoupil jako podporučík v roce 1785 k 5. kyrysnickému pluku. V letech 1788–1790 bojoval ve válce proti Osmanské říši, kde se vyznamenal statečností a rychle postupoval v hodnostech (nadporučík 1788, rytmistr 1790). Později sloužil u posádek v Uhrách a ve Vídni, po roce 1795 se v rámci válek proti revoluční Francii zúčastnil bojů v Německu. Znovu vynikl v bitvě u Stockachu (1799), během války druhé koalice byl povýšen na majora (1800) a podplukovníka (1801). V třetí koaliční válce se již jako plukovník zúčastnil bitvy u Slavkova (1805).
V roce 1809 byl povýšen do hodnosti generálmajora a ve válce páté koalice bojoval v Polsku. Po uzavření Schönbrunnského míru byl mimo aktivní službu a žil ve Vídni, kde patřil k významným osobnostem společenského života. V roce 1813 byl jako velitel brigády zařazen k rakousko-bavorskému sboru generála Frimonta a v letech 1813–1814 byl účastníkem několika bitev v Německu a Francii. Od konce napoleonských válek zastával přes dvacet let funkci generálního inspektora výstrojních skladů (Monturs-Inspection, 1814–1835). V roce 1821 se podílel na potlačení povstání v Itálii a téhož roku získal hodnost polního podmaršála. K datu 25. června 1835 byl penzionován a od té doby žil v soukromí ve Vídni.
Na konci napoleonských válek získal Válečný kříž 1813/1814 a rytířský kříž Leopoldova řádu (1814), vzhledem k součinnosti rakouské a bavorské armády byl dekorován také bavorským Vojenským řádem Maxe Josefa (1814). V roce 1820 byl povýšen do stavu svobodných pánů a při odchodu do výslužby obdržel komandérský kříž Leopoldova řádu. Od roku 1832 byl čestným majitelem pěšího pluku č. 3 dislokovaného v Prostějově (pozdější 11. dragounský pluk v Brně).
V roce 1801 se ve Vídni oženil s Mariannou Terezií Lethovou von Lethenau (1781–1843), dcerou bohatého obchodníka Josefa Letha. Z manželství se narodily čtyři děti, z nichž byla nejstarší dcera Karolína (1802–1853), provdaná za polního podmaršálka Ferdinanda Simbschena. Synové Friedrich (1807–1831) a Karel (1815–1842) sloužili v armádě a zemřeli předčasně, prostřední syn Vincenc (1810–1877) dosáhl ve vojsku hodnosti polního podmaršála. Z dalších generací rodu vynikl admirál Franz Minutillo (1840–1916).